# Plecotus kozlovi
Plecotus kozlovi (Bobrinskoj, 1926) è un pipistrello della famiglia dei Vespertilionidi diffuso in Cina e Mongolia.

## Descrizione

### Dimensioni
Pipistrello di piccole dimensioni, con l'avambraccio lungo tra i 43 e i 46 mm, la coda tra i 46 e i 52 mm, il piede tra i 7,5 e i 9 mm e le orecchie tra i 34 e i 38,5 mm.

### Aspetto
La pelliccia è lunga e densa. Le parti dorsali sono giallo-brunastre chiare, mentre le parti ventrali sono biancastre. Intorno ai genitali sono presenti dei lunghi peli bianchi. Il muso è conico, privo di peli eccetto la fronte e le guance ricoperte di peluria biancastra. Le orecchie sono enormi, ovali, chiare, ispessite e unite sulla fronte da una sottile membrana cutanea. Il trago è lungo circa la metà del padiglione auricolare, affusolato e con l'estremità smussata. Le membrane alari sono molto chiare, sottili e semi-trasparenti. Le dita dei piedi sono bianche, molto lunghe, snelle, cosparse di peli biancastri e munite di artigli molto lunghi. La coda è lunga ed inclusa completamente nell'ampio uropatagio.

## Biologia

### Alimentazione
Si nutre di insetti.

## Distribuzione e habitat
Questa specie è diffusa nella Mongolia centro-meridionale e nelle province cinesi dello Xinjiang occidentale, Qinghai centrale e Mongolia interna centro-occidentale.

## Conservazione
La IUCN non ha definito nessun criterio di conservazione per questa specie.